# Sedisvakantismus

Symbol sedisvakance, používaný Svatým stolcem od doby papežovy smrti nebo odstoupení do zvolení jeho nástupce

Sedisvakantismus (z lat. sedis vacantia, „prázdnost, neobsazenost stolce“), též sedesvakantismus (sedes vacans, dosl. „prázdný stolec“), nebo sedevakantismus (sede vacante, „když je stolec prázdný“) je názor zastávaný minoritou tradicionalistických katolíků, podle kterého je v současnosti papežský stolec uprázdněn a nároky současného papeže (resp. některých jeho předchůdců) na něho jsou nelegitimní.

## Charakteristika
Někteří přívrženci sedisvakantismu považují za posledního legitimního papeže Pia XII., jiní Pia XI. nebo Jana XXIII. V současnosti je sedesvakantismus heterogenní a těžko popsatelná entita, protože neexistuje jedno oficiální stanovisko kromě toho, že všichni odmítají Druhý vatikánský koncil a jeho reformy považují za heretické. Přívrženci sedisvakantismu disponují vlastním duchovenstvem, oficiální církví neschválenými biskupy a kněžími.
Ve snaze vyhnout se otevřenému schizmatu se většina sedisvakantistů staví odmítavě k nezávislé volbě „legitimního“ papeže, i když existují volby jednotlivých skupin (Linus II., Pius XIII., Petr II. a Řehoř XVII.). Nejznámější separatistickou skupinou sedisvakantistů byla španělská větev pod vedením Clementa Domíngueza y Gomeze (23. dubna 1946 Écija, Sevilla – 22. března 2005 El Palmar de Troya), který se po smrti papeže Pavla VI. dne 6. srpna 1978 sám vyhlásil za papeže Řehoře XVII. a zformovat tak tzv. Palmarskou církev.